# Heinz von Foerster
Heinz von Foerster (ur. 1911, zm. 2002) – amerykański cybernetyk, fizyk i filozof pochodzenia austriackiego, uważany za współtwórcę radykalnego konstruktywizmu. Był przedstawicielem cybernetyki drugiego rzędu (ang. second-order cybernetics), nazywanej też cybernetyką cybernetyki (ang. cybernetics of cybernetics). Pracował na University of Illinois w Urbana.

## Życie i twórczość
Studiował fizykę na Uniwersytecie Technicznym w Wiedniu. W 1944 uzyskał doktorat na Uniwersytecie Wrocławskim, będącym w owym czasie uczelnią niemiecką. Po zakończeniu II wojny światowej przeniósł się do Stanów Zjednoczonych, gdzie objął profesurę na University of Illinois w miejscowości Urbana. Był również długoletnim dyrektorem Biological Computer Laboratory.
Von Foerster był wszechstronnym uczonym i polihistorem. Prowadzone przez niego badania naukowe i rozważania teoretyczne miały często charakter interdyscyplinarny, wychodziły poza obszar jednej dziedziny wiedzy. Wniósł on istotny wkład w rozwój nauk ścisłych i technicznych, między innymi sformułował równanie znane od jego nazwiska równaniem von Foerstera. Z drugiej strony był on filozofem, zainteresowanym szczególnie epistemologią, podważającym możliwość istnienia wiedzy obiektywnej. Stwierdził on, że "obiektywizm jest to złudzenie, że obserwacje mogą być czynione bez obserwatora”.